# حاجی عبدل
حاجی عبدل به کوردی حاجێ ول , هاجێ ول ، روستایی از توابع بخش سرشیو شهرستان سقز در استان کردستان ایران است.

## جمعیت
این روستا در دهستان ذوالفقار قرار دارد و براساس سرشماری مرکز آمار ایران در سال ۱۳۸۵، جمعیت آن ۳۶۲ نفر (۶۶خانوار) بوده‌است.